# 埃内斯特·杜达尔·德·拉格雷

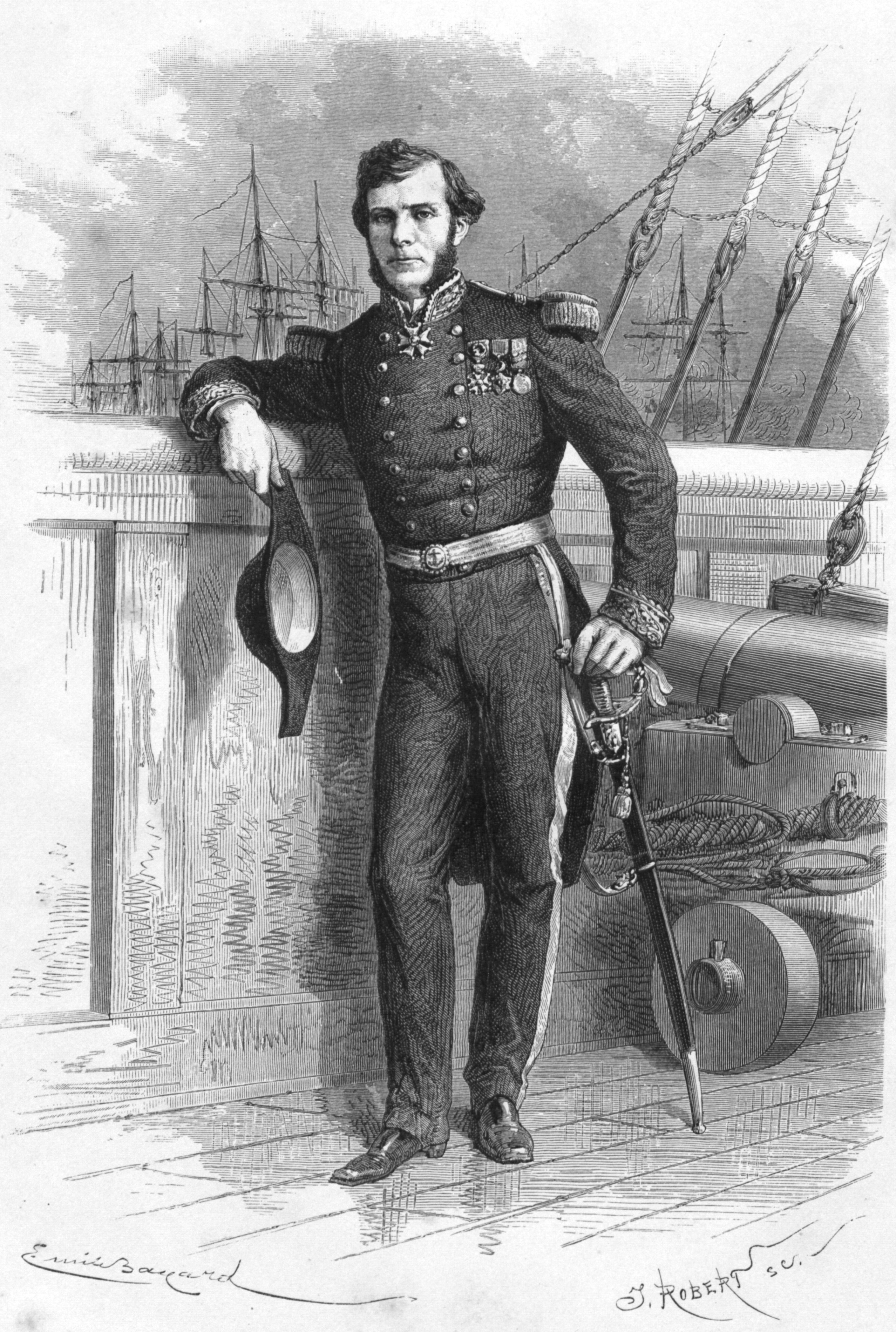
杜达尔·德·拉格雷

埃内斯特·马克·路易·德·贡扎格·杜达尔·德·拉格雷（法語：Ernest Marc Louis de Gonzague Doudart de Lagrée，法語發音：[ɛʁnɛst dudaʁ də laɡʁe]；1823年3月31日—1868年3月12日），法国海军中校、殖民者。
出生在法国伊泽尔省的圣樊尚德梅尔屈兹，毕业于巴黎综合理工学院。后来加入海军，并参加克里米亚战争。后来来到印度支那任职，在1863年至1866年期间担任驻柬埔寨保护国的法国公使，希望那里的气候对他的慢性喉咙溃疡有帮助。然而希望没有实现，他在湄公河探险中经常剧痛。
1866年6月5日，拉格雷从南圻的西贡出发，溯湄公河而上进行探险活动。途中由于鞋子穿坏，被迫赤脚行进，被蚂蟥咬伤，发热，得了阿米巴痢疾。此次探险到达今日中国云南昆明的东川区时，他因重病无法前行，便由他的副官安邺大尉继续前进。安邺将他留在了东川由医生照顾，并带领远征队继续前进到了大理。不久后，拉格雷因为肺部的脓疡死去。医生将他的心脏带回法国，尸体则埋葬在了东川。
拉格雷也是一位昆虫学家。他在非洲收集的昆虫标本成列于巴黎的国家自然历史博物馆。